# Ballerup Centret
55°43′46″N 12°21′24″Ø / 55.72944°N 12.35667°Ø
Ballerup Centret er et butikscenter, som ligger i Ballerup ved København. Centret blev indviet 9. oktober 1973 og er tegnet af arkitekten Bo Cock-Clausen. Det blev udvidet i 1999 og består pr. 14. november 2009 af 69 butikker. Centret er sammenbygget med Ballerup Station.